# رايموند تومسون
رايموند تومسون (بالإنجليزية: Raymond Thompson)‏ هو سباح أمريكي، ولد في 12 مارس 1911 في بيثيسدا في الولايات المتحدة، وتوفي في 14 فبراير 1999.

## وصلات خارجية
- رايموند تومسون على موقع الاتحاد الدولي للسباحة (الإنجليزية)
- رايموند تومسون على موقع أوليمبيديا (الإنجليزية)